# ICE 21
ICE 21 war der Titel eines breit angelegten Forschungsprogramms zur Weiterentwicklung der ICE-Hochgeschwindigkeitszüge. Die Deutsche Bahn und Industrie arbeiteten darin ab Ende 1995 gemeinsam an Lösungen, um eine bis 2010 erwartete Verdopplung der Nachfrage durch neue Fahrzeuge bedienen zu können. Nachdem die dritte ICE-Generation mit dem ICE 3 und dem ICE T 1995 beauftragt worden war, galt der ICE 21 als „Versuchszug für den ICE der vierten Generation“.
Im Zuge des Projekts sollten die Lebenszykluskosten der Hochgeschwindigkeitszüge um ein Drittel gesenkt werden, der Energieverbrauch reduziert und die Reisezeiten durch stärkere Beschleunigungen reduziert werden. Ferner sollten der Fahrkomfort verbessert, die Recyclingfähigkeit der Züge gefördert, die Lärmemissionen gesenkt und die Wettbewerbsfähigkeit der deutschen Bahnindustrie gestärkt werden.
Zum Projektstart (1995) war vorgesehen, um 1999/2000 mit dem ICE 21 ein Demonstrations- und Erprobungsfahrzeug auf die Schiene zu stellen, ähnlich dem InterCityExperimental. Dieser Zug sollte sich aus mehreren, verschiedenartigen Sektionen zusammensetzen: Neben angetriebenen Wagen „klassischer Bauart“ waren Wagen mit angetriebenen Einzelachslaufwerken bzw. Jakobsdrehgestellen und angetriebene Doppelstockwagen vorgesehen. Die Triebköpfe des ICE S oder ein innovativer Steuerwagen sollten als Traktionsmittel dienen. Ein wesentlicher Zweck war dabei, neue Komponenten zu erproben.
Ein Modell des Zuges wurde über mehrere Jahre im Forschungs- und Technologiezentrum der Deutschen Bahn in Minden ausgestellt.
Nachdem erste Schätzungen von Gesamtkosten von 280 Millionen D-Mark (rund 143 Millionen Euro) ausgingen, von denen DB und Industrie mehr als die Hälfte hätten tragen müssen, wurde das Projekt eingestellt.